# On t'a niqué ta race
On t'a niqué ta race (You got Fucked in the Ass ou You Got F'd in the A en version originale) est le quatrième épisode de la huitième saison de la série animée South Park, ainsi que le 115e épisode de l'émission.

## Synopsis
Alors qu'ils n'avaient rien demandé, Stan, Kyle, Cartman et Kenny se font « doucher » dans une « battle » de danse par un groupe de gamins d'Orange County. Stan raconte l'histoire à son père, qui est catastrophé que son fils se soit fait « doucher ». Il décide de l'entrainer pour qu'il puisse rendre la pareille aux gamins d'Orange County. Quand les quatre amis rencontrent à nouveau la bande rivale, Stan met en pratique ce que son père lui a appris et « douche » à son tour ses adversaires, devant les yeux médusés de ses trois camarades.
Pour départager les deux villes, un concours de danse doit être organisé : « ça va donner ». Kyle, Cartman et Kenny étant de trop mauvais danseurs, Stan va alors devoir se mettre en quête de quatre autres danseurs pour le concours. Le plus difficile à convaincre sera Butters, ancien champion régional de claquettes, mais qui est traumatisé par un accident qui a coûté la vie à huit personnes durant sa dernière représentation deux ans auparavant.